# Богуслав Маліновський
Богуслав Маліновський (пол. Bogoslav Malinowski; 22 березня 1949, Катовиці, Польща) — польський хокеїст, захисник.

## Кар'єра
Богуслав Маліновський — вихованець польського хокею. У Бундеслізі виступає з 1979 року у складі «Маннгаймер ЕРК». У свій перший сезон став чемпіоном Німеччини 1980 року. Провів 48 матчів, набрав 16 очок (7 + 9). У наступному сезоні виступав за «Маннгаймер ЕРК», провів 34 матча в яких набрав шість очок (2 + 4), а потім переїхав до ХК «Фрайбург». Закінчив свою кар'єру у ХК «Гайльбронн».